# Råttsvansmossa
Råttsvansmossa (Isothecium alopecuroides) är en bladmossart som beskrevs av Isoviita 1981. Råttsvansmossa ingår i släktet svansmossor, och familjen Brachytheciaceae. Arten är reproducerande i Sverige. Inga underarter finns listade i Catalogue of Life.

## Bildgalleri

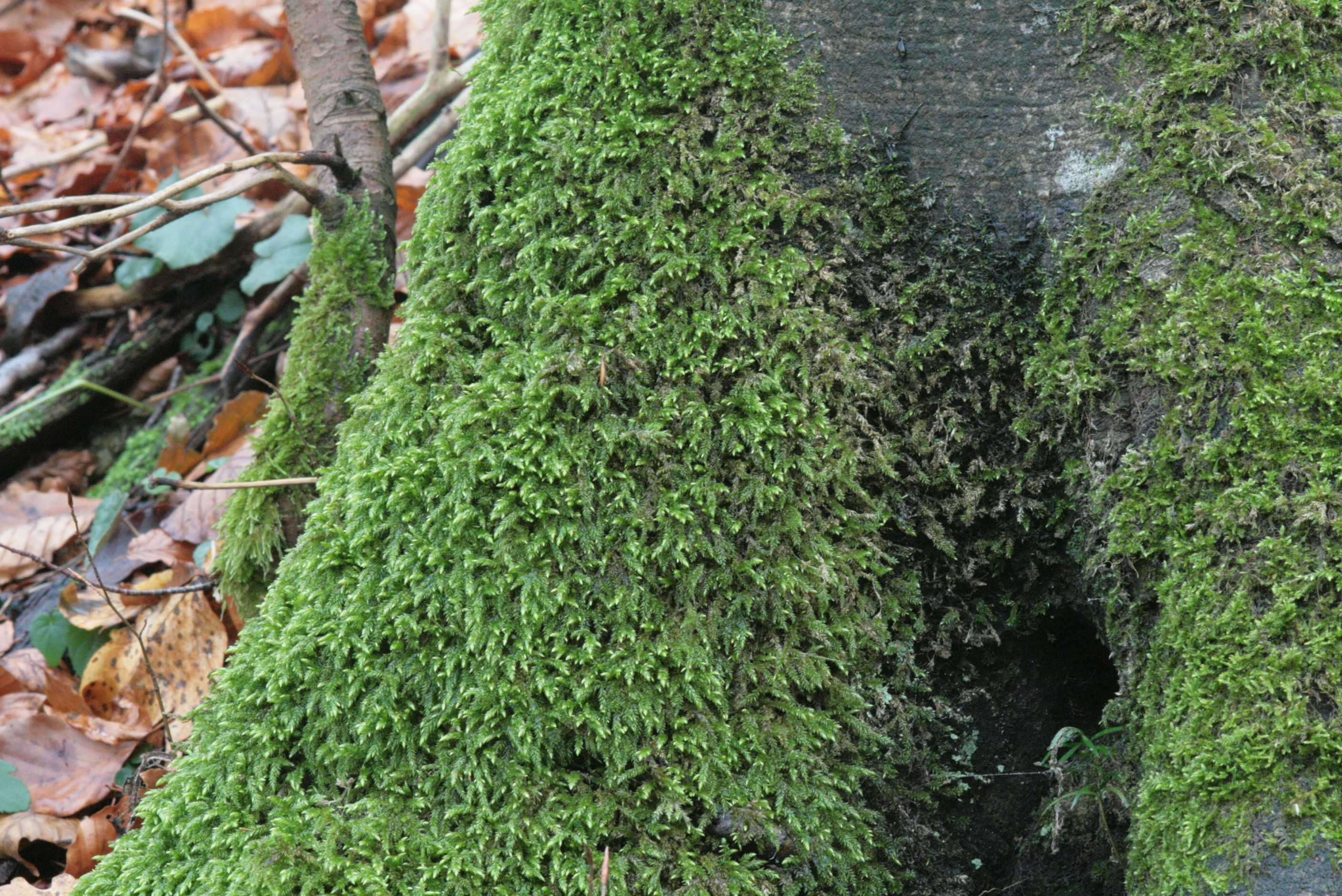
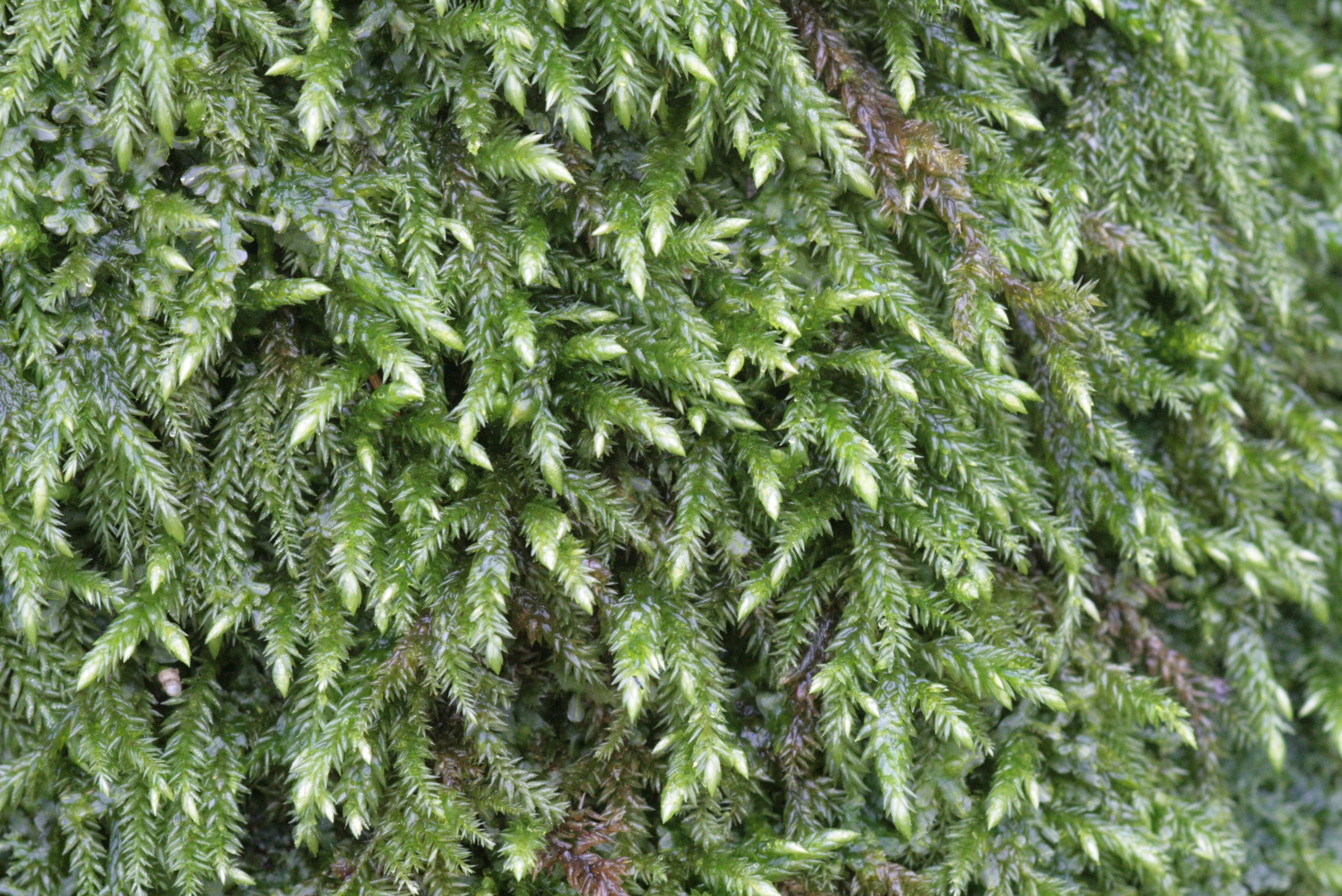
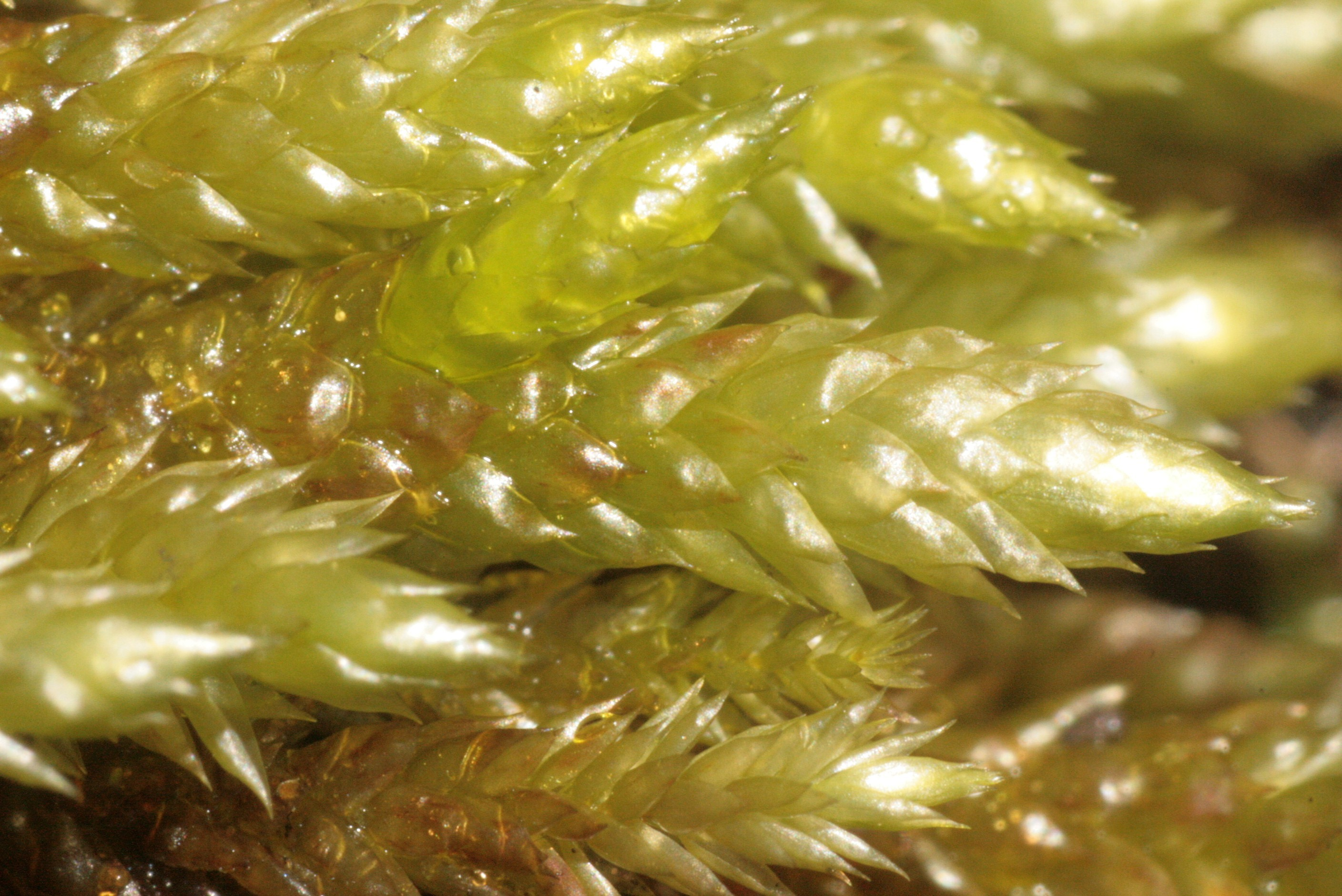
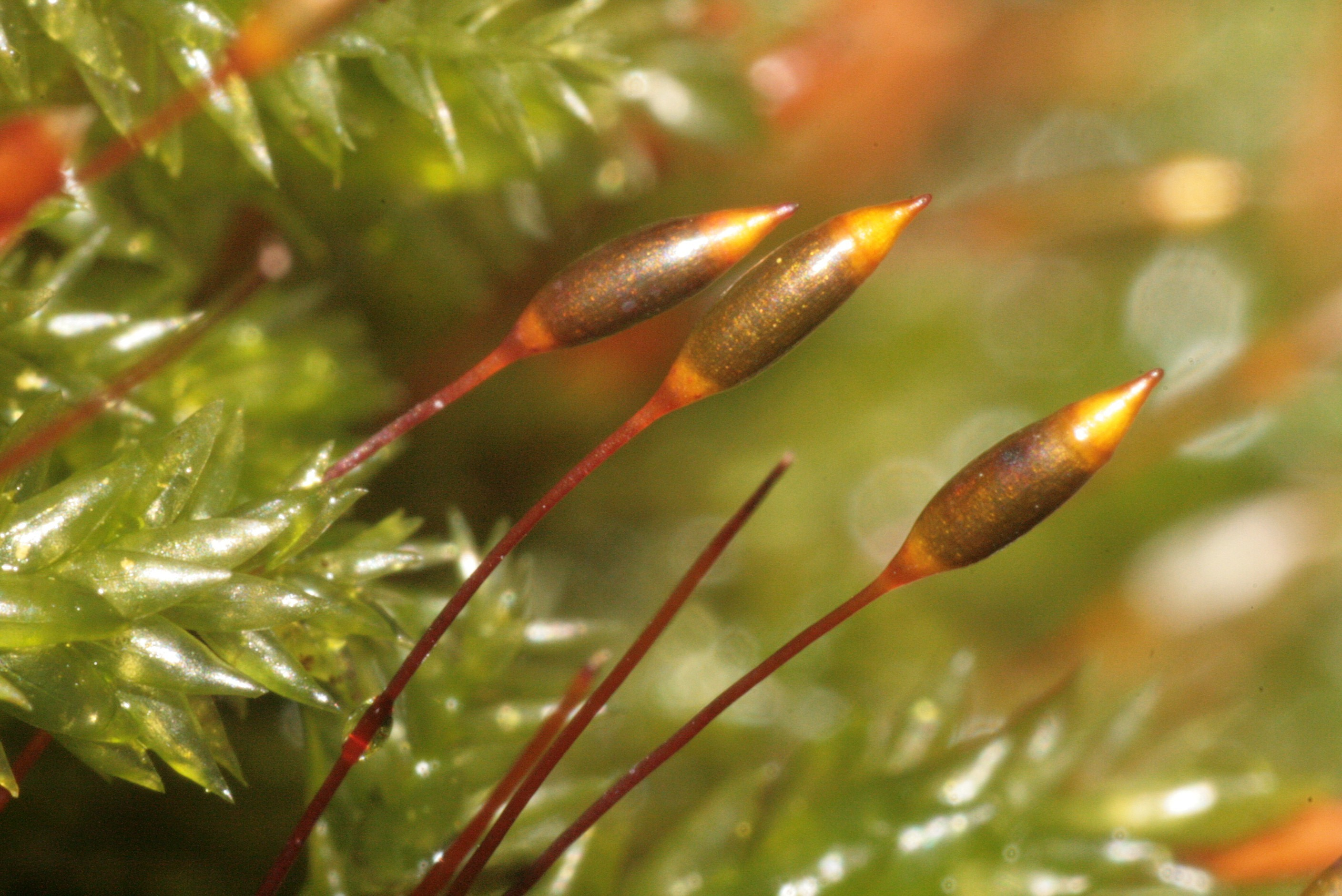
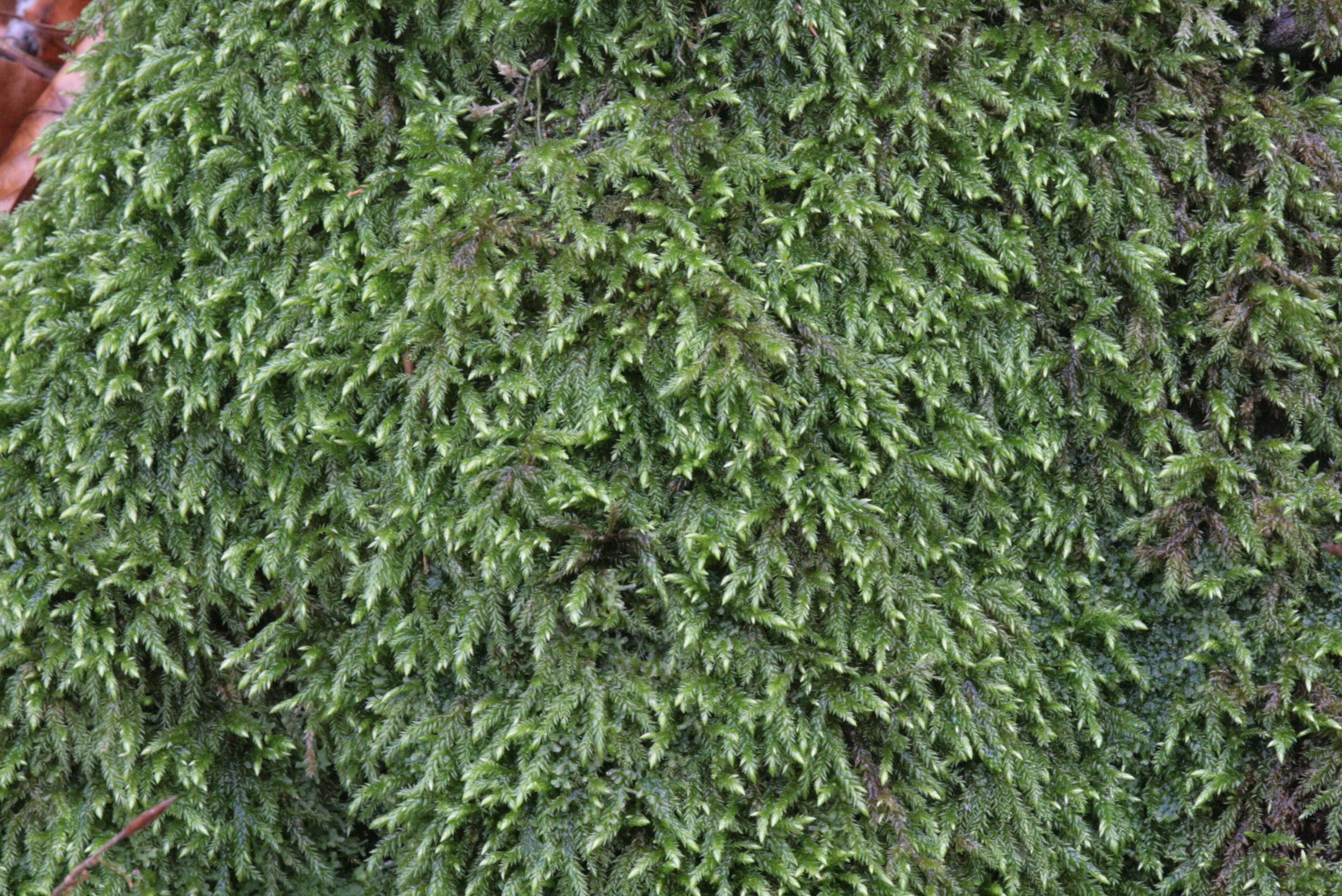
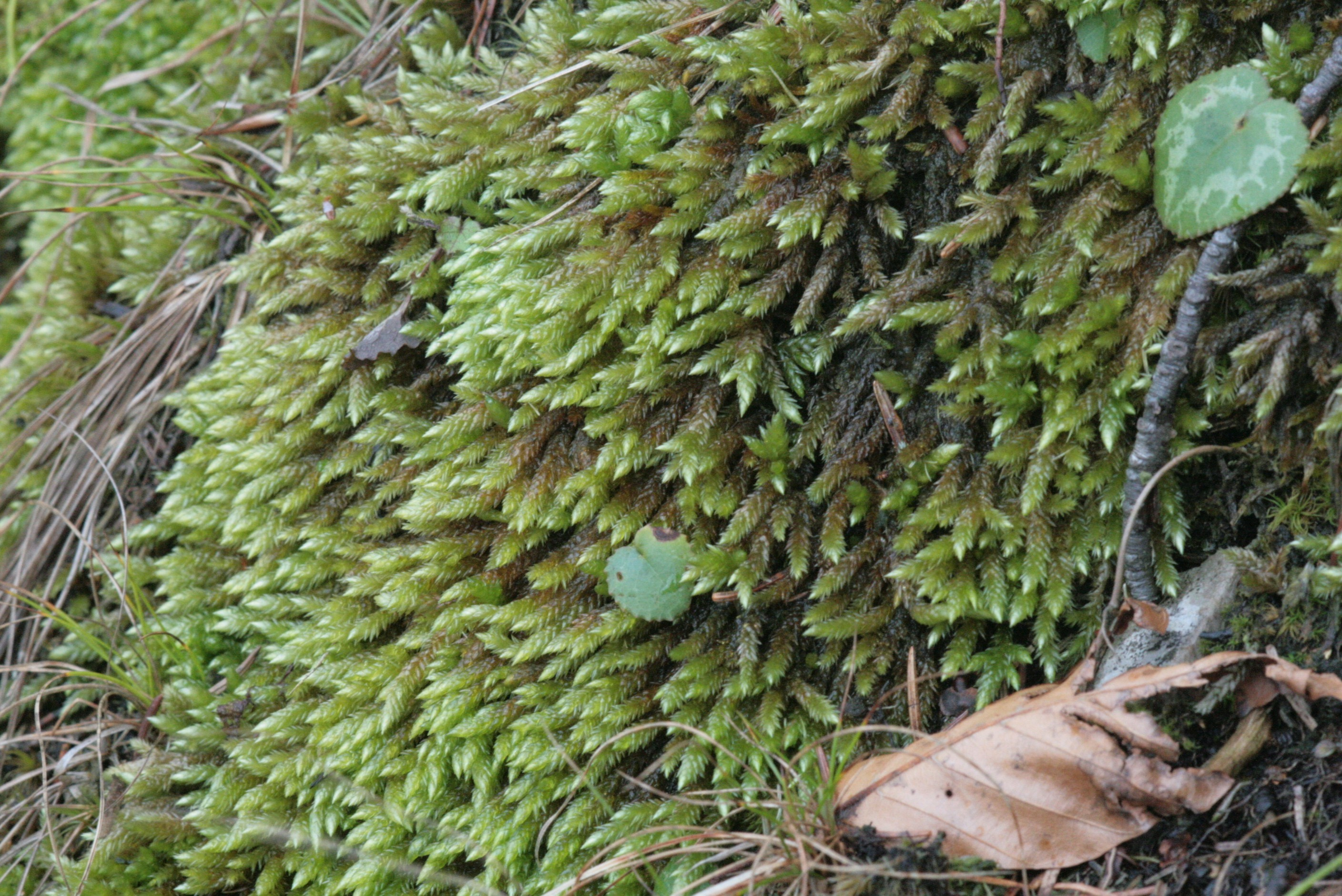